# Округ Дан (Северна Дакота)
Дан (енгл. Dunn County) је округ у америчкој савезној држави Северна Дакота.

## Демографија
По попису из 2010. године број становника је 3.536, што је 64 (-1,8%) становника мање него 2000. године.
| Група             | 2000.         | 2010.         |
| Белци             | 3.101 (86,1%) | 2.984 (84,4%) |
| Афроамериканци    | 1 (0,0%)      | 8 (0,2%)      |
| Азијати           | 3 (0,1%)      | 10 (0,3%)     |
| Хиспаноамериканци | 27 (0,8%)     | 38 (1,1%)     |
| Укупно            | 3.600         | 3.536         |